# Riserva naturale di Ramit
La riserva naturale statale di Ramit è situata in Tagikistan a nord-est di Dushanbe, nei Distretti di Subordinazione Repubblicana. Protegge 16.139 ettari di paesaggio montano. Nelle sue vicinanze sorge il villaggio di Sorwo.
Nella riserva è stata riscontrata la presenza del leopardo delle nevi. Inoltre, in appositi recinti viene effettuata la riproduzione in cattività del markhor di Bukhara (Capra falconeri heptneri); gli esemplari, successivamente, vengono reintrodotti in libertà nella riserva.